# Фредді Фріз
Фредерік Лі Фріз, більш відомий як Фредді Фріз, OBE (англ. Frederick Lee Frith; 30 травня 1909 — 24 травня 1988, Грімсбі, Лінкольншир, Англія) — британський мотогонщик, перший чемпіон світу у класі 350cc MotoGP (1949 року), п'ятиразовий переможець гонки Isle of Man TT.

## Кар'єра
Будучи сином муляра, Фредді мав пристрасть до мотоциклів. У міжвоєнний період він досяг певних успіхів у гонказ в себе на Батьківшині. У 1935 році він виграв гонку юніорів (в класі 350cc) на Isle of Man TT. А наступному році він повторив це досягнення, а його середня швидкість проходження кола стала рекордом змагань, вперше перевищивши відмітку у 80 м/год. У 1937 році він виграв гонку ветеранів, показавши на своєму мотоциклі Norton середній час проходження кола 90,27 м/год.
В роки Другої світової війни Фредді, разом з іншими гонщиками команд BSA, Ariel та Matchless, працював у навчальному центрі британської армії у Кесвіку. Його робота полягала у навчанні офіцерів їзди на мотоциклах Norton 500 по пересіченій місцевості. Там він дослужився до звання сержант.
В післявоєнний час Фріз взяв участь у першому чемпіонаті світу з шосейно-кільцевих мотоперегонів MotoGP 1949 року. На британському мотоциклі Velocette він виграв 5 з 5 гонок класу 350cc, ставши першим чемпіоном світу. Після сезону завершив свої виступи у змаганнях.
У 1950 році Фредді Фріз був нагороджений орденом Британської імперії, ставши першою людиною, яка удостоїлась цієї нагороди за досягнення у мотоспорті. Поруч із ним на нагородженні був Джеф Дюк, який також був нагороджений орденом.
Після завершення кар'єри Фредді відкрив власний бізнес з продажу мотоциклів.

## Статистика виступів

### MotoGP

#### У розрізі сезонів
| Сезон  | Клас   | Мотоцикл  | Гонки | Пер | Под | НК | Очки | Місце |
| ------ | ------ | --------- | ----- | --- | --- | -- | ---- | ----- |
| 1949   | 350cc  | Velocette | 5     | 5   | 5   | 5  | 33   | 1     |
| 1949   | 500cc  | Velocette | 1     | 0   | 0   | 0  | 5    | 11    |
| Всього | Всього | Всього    | 6     | 5   | 5   | 5  | 38   |       |